# ریوتا تانابه
ریوتا تانابه (انگلیسی: Ryota Tanabe؛ زادهٔ ۱۰ آوریل ۱۹۹۳) بازیکن فوتبال اهل ژاپن است.
از باشگاه‌هایی که در آن بازی کرده‌است می‌توان به باشگاه فوتبال ناگویا گرامپوس اشاره کرد.